# Art Ensemble of Chicago

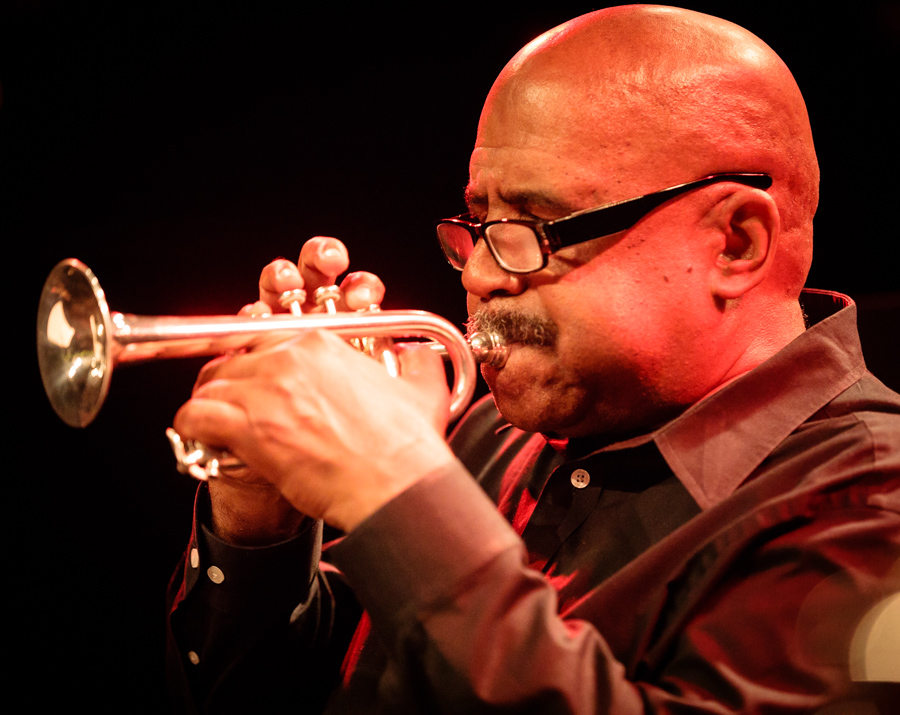
Hugh Ragin

Az Art Ensemble of Chicago avantgárd dzsesszegyüttes, amely az 1960-as évek végén az Association for the Advancement of Creative Musicians (AACM)-ből nőtt ki. Az együttes számos dzsesszirányzatot integrál, mindenféle hangszereken játszik, beleértve harangokat, kerékpárdudákat, fúvós zajeszközöket, egyéb zajkeltőket.
A zenészek jelmezt és arcfestéket viselnek előadásaik alatt. 1969-ben egy európai koncerten ötszáz hangszert használtak.

## Küldetés
Az együttes a modern dzsessznek egy olyan sajátos változatát képviseli, amely különös hangsúlyt fektet az afroamerikai zenészek identitására és általában a dzsessz afrikai gyökereire. Ebbe beletartozik az afrikai hangszerek használata, a gyakran afrikai forrásokból eredő dallam és ritmus, továbbá gyakran afrikai eredetű ruhákban és ennek megfelelő festett arccal jelennek meg a zenészek. A zenekar zenéjének egyik jellemzője a tagok által használt hangszerek változatossága. Előadásaikon a zene, a tánc, a pantomim és a szavak egyfajta „ritualizált színházzá” válnak. Az afroamerikai zene hagyományára támaszkodva az együttes kiutat szándékszik mutatni az absztrakció zsákutcájából. Zenéjük, előadásaik nem korlátozódnak tehát a nyugati, az afrikai, az ázsiai és a dél-amerikai hangszerekre, hanem fellépésük egyfajta összművészeti törekvés.

## Tagok
- Roscoe Mitchell
- Famadou Don Moye
- Lester Bowie
- Malachi Favors
- Phillip Wilson
- Corey Wilkes
- Baba Sissoko
- Ari Brown
- Elliot Ngubone
- továbbá „vendégek”

## Lemezválogatás
- 1967: Art Ensemble 1967-1968
- 1969: A Jackson in Your House
- 1969: People in Sorrow
- 1969: The Paris Session
- 1970: Les Stances a Sophie (egy azonos című francia filmhez készült, r.: Moshe Misrahi)
- 1977: Fanfare To The Warriors
- 1978: Nice Guys
- 1980: Urban Bushmen
- 1980: Full Force
- 1982: Great Black Music, Ancient to the Future
- 1984: The Complete Live In Japan
- 1985: Naked
- 1989: The Alternate Express
- 1989: The Art Ensemble Of Soweto
- 1990: Dreaming of the Masters
- 2003: The Meeting
- 2018: We Are on the Edge: A 50th Anniversary Celebration